# Adoretus sciurinus
Adoretus sciurinus är en skalbaggsart som beskrevs av Hermann Burmeister 1855. Adoretus sciurinus ingår i släktet Adoretus och familjen Rutelidae. Inga underarter finns listade i Catalogue of Life.